# لانتانا لامعة
لانتانا لامعة (الاسم العلمي: Lantana splendens) هي نوع نباتي يتبع جنس اللانتانا من فصيلة اللويزية.